# Fleuré (Vienne)
Fleuré – miejscowość i gmina we Francji, w regionie Nowa Akwitania, w departamencie Vienne.
Według danych na rok 1990 gminę zamieszkiwało 745 osób, a gęstość zaludnienia wynosiła 45 osób/km² (wśród 1467 gmin regionu Poitou-Charentes, Fleuré plasuje się na 409. miejscu pod względem liczby ludności, natomiast pod względem powierzchni na miejscu 513.).